# 新院站 (黄海南道)
新院站（韓語：신원역）是位于朝鮮民主主義人民共和國黃海南道新院郡新院邑的一個鐵路車站。屬於黄海青年線。

## 邻近车站
黃海青年线
下成站 - 新院站 - 七万山站